# Свети Николай (Петърско)
„Свети Николай“ (на гръцки: Aγίου Nικολάου) е православна църква в леринското село Петърско (Петре), Егейска Македония, Гърция. Храмът е част от Леринската, Преспанска и Еордейска епархия.
Храмът е разположен в северната част на селото, в подножието на рида Курия. Строена в 1776 година от камък, като е използван материал от околните антични сгради. Църквата изпълнява ролята на енорийски храм на Петърско до 1972 година. След 1880 година в църквата се редуват български екзархийски и гръцки патриаршистки свещеник, но в 1895 година тя става изцяло патриаршистка.
Църквата е трикорабна базилика с дървен покрив, нартекс и женска църква над него. В църквата са запазени част от оригиналните стенописи в апсидата, в протезиса и на част от южната стена на наоса. Те датират от 1840 година - период, в който в Леринско работят зографи от Хионадес. В храма са запазени 64 икони от XVIII – XIX век, повечето от които на дървения иконостас. Шест от тях са датирани – една от 1776 година с дърворезбована рамка и 5 от началото на XIX век. Иконостасът има два реда апостолски икони, царски двери и част от оригиналния иконостас от XVIII век.
Камбанарията е отделна кулообразна каменна постройка, северозападно от църквата.
Църквата заедно с камбанарията е обявена за защитен паметник в 1992 година.